# V. Szobekhotep
V. Szobekhotep (uralkodói nevén Merhotepré; egyes számozások szerint VI. Szobekhotep) az ókori egyiptomi XIII. dinasztia egyik uralkodója. Kim Ryholt szerint a dinasztia harmincadik, Darrell Baker szerint huszonkilencedik királya. Jürgen von Beckerath és Detlef Franke korábbi tanulmányokban Merhotepré Inivel azonosították, így a hatodik Szobekhotep nevű uralkodó, a dinasztia 28. királya lett volna.

## Személyazonossága
Mivel Merhotepré Szobekhotep neve nem szerepel a torinói királylistán, személyazonosságával kapcsolatban kétségek merültek fel. Ryholt szerint azért nem szerepel a listán, mert neve a IV. Szobekhotepé után állt, és a papirusz sérülése miatt elveszett. Az, hogy a XIII. dinasztiához tartozott, nem kétséges, mert előkerült egy ülőszobra, amely ma a kairói Egyiptomi Múzeum gyűjteményébe tartozik, és ezen szerepel a neve. Detlef Franke és Jürgen von Beckerath az azonos uralkodói név alapján azonos személynek tekintették a dinasztia egy másik királyával, Merhotepré Inivel, de Ryholt 1997-ben rámutatott, hogy a korszakban sok uralkodónak volt ugyanaz a trónneve, pedig bizonyítottan külön személyek voltak. Ryholt körülbelül három évnyi uralkodási időt tulajdonít Merhotepré Szobekhotepnek.

## Helye a kronológiában
Merhotepré Szobekhotep helye a kronológiában nagy valószínűséggel kikövetkeztethető annak segítségével, hogy a dinasztia öt uralkodójának maradtak fenn genealógiai pecsétjei, melyeken szerepel szüleik neve: III. Szobekhotepnek, I. Noferhotepnek, Szihathornak és IV. Szobekhotepnek, valamint egy bizonyos Szobekhotepnek, akinek anyja Nubhotepti volt. III. Szobekhotep anyját Iuhetibunak hívták, I. Noferhotep, Szihathor és IV. Szobekhotep pedig egy Kemi nevű nő fiai voltak. Ez azt jelenti, lennie kellett ebben a korban még egy Szobekhotep nevű királynak, aki genealógiai pecséteket használt. Egy további pecsétlenyomat, úgy tűnik, ennek az uralkodónak az apját említi, és bár törött és az apa neve nem olvasható teljes egészében, az biztos, hogy nem Montuhotepről (III. Szobekhotep apja) vagy Haanhefről (IV. Szobekhotep apja) van szó. Ez a pecsét valószínűleg a Nubhoteptit említő pecsét párja. A rajta lévő uralkodói nevet („mr-[…]-r”) nem lehet teljes egészében kiolvasni, de Merhotepré vagy Merkauré (VII.) Szobekhotep neve lehet.
Ryholt megjegyzi, hogy a XIII. dinasztia idején ilyen genealógiai pecsétet csak négy azonosított uralkodó használt, akik egymást követték a trónon: III. Szobekhotep, I. Noferhotep, Szihathor és IV. Szobekhotep. Mivel az őket követő VI. Szobekhotep, Uahibré Ibiau és Mernoferré Ay uralkodása által lefedett több mint harminc évből nem maradtak fenn hasonló pecsétek, valószínűleg felhagytak a használatukkal, így az őutánuk uralkodó VII. Szobekhotep (a IV. Szobekhotepet követő kilencedik uralkodó) már nem használt volna ilyet.
A nagyjából ebben az időben élt Nubhaesz királyné vagy az ő felesége, vagy VI. Szobekhotepé vagy Ibiaué.

## Fordítás
- Ez a szócikk részben vagy egészben  a   Merhotepre Sobekhotep című angol Wikipédia-szócikk ezen változatának fordításán alapul.  Az eredeti cikk szerkesztőit annak laptörténete sorolja fel. Ez a jelzés csupán a megfogalmazás eredetét és a szerzői jogokat jelzi, nem szolgál a cikkben szereplő információk forrásmegjelöléseként.